# Borodzianka (stacja kolejowa)
Borodzianka (ukr. Бородянка, Borodianka) – stacja kolejowa na granicy miejscowości Borodzianka i Drużnia, w rejonie buczańskim, w obwodzie kijowskim, na Ukrainie. Położona jest linii Kijów – Korosteń – Kowel.

## Historia
Stacja powstała w czasach carskich na linii Kijów – Kowel pomiędzy stacjami Bucza i Trubieckaja.
W dniach 11−13 czerwca 1920 na stacji toczyły się walki w ramach bitwy pod Borodzianką, w czasie wojny polsko-bolszewickiej.

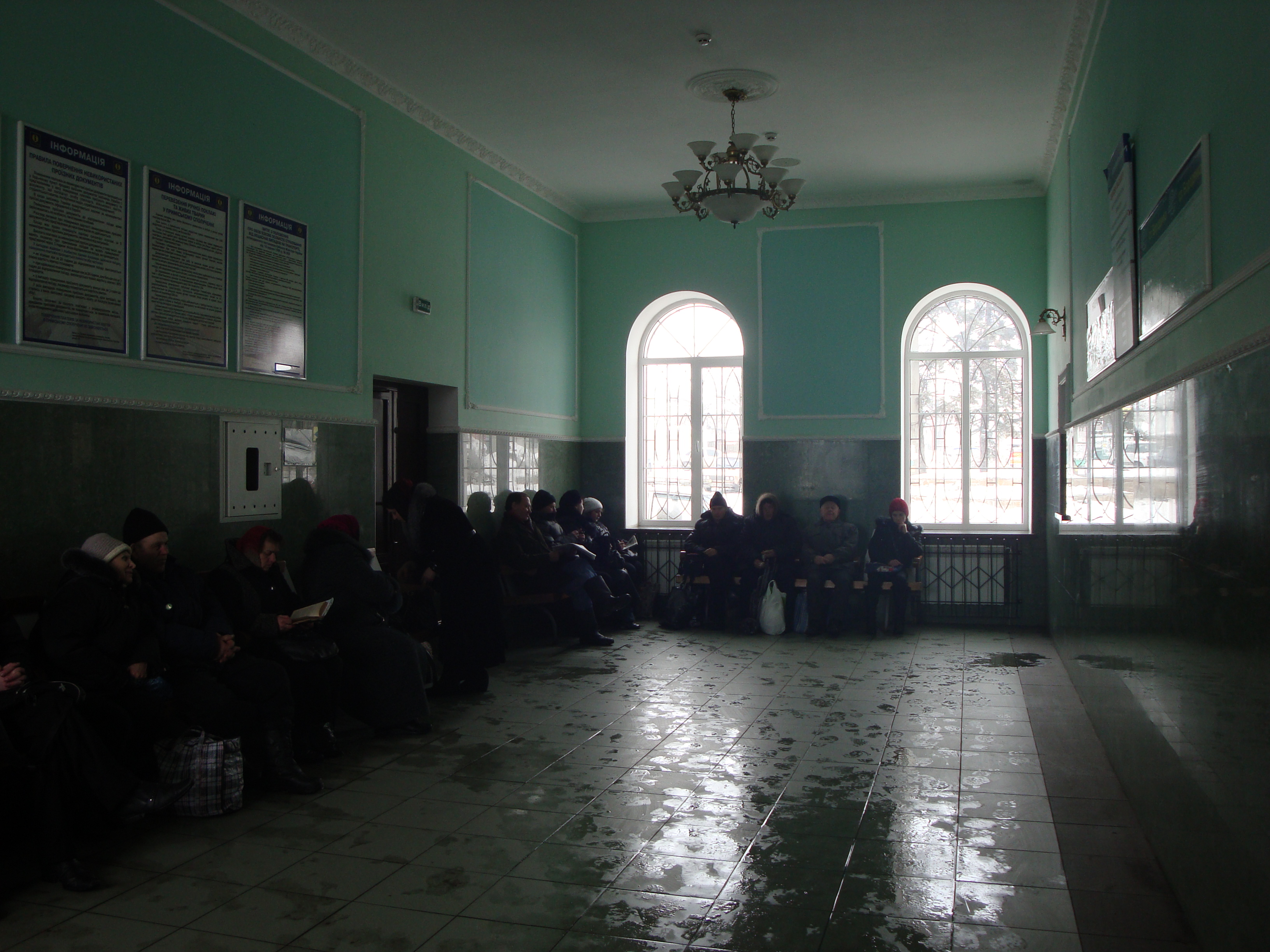
poczekalnia
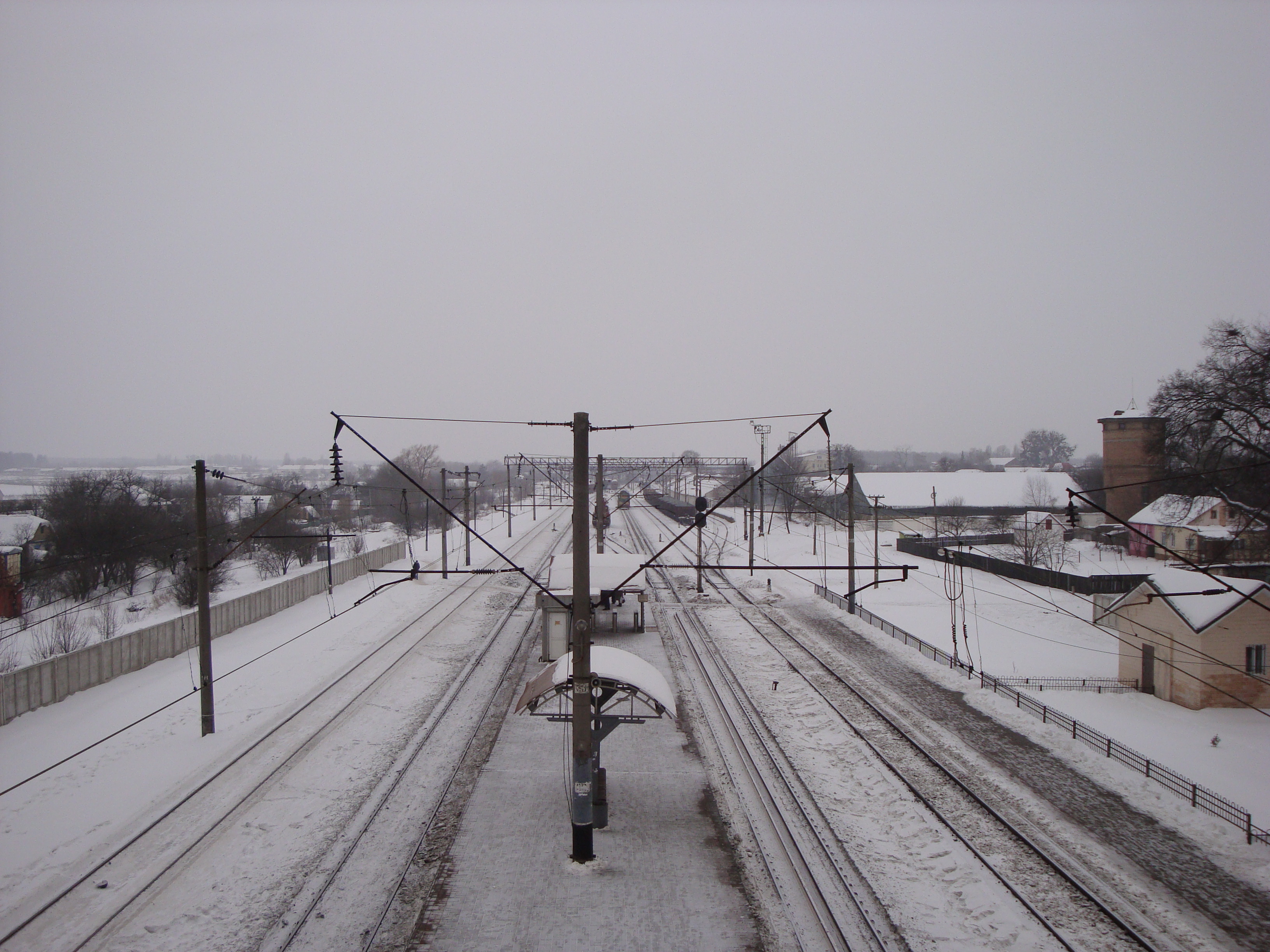
perony, widok w kierunku Korostenia